# Буччи, Марко (политик)
Марко Буччи (итал. Marco Bucci; род. 31 октября 1959, Генуя) — итальянский предприниматель и политик, губернатор Лигурии (с 2024).

## Биография
Родился 31 октября 1959 года в Генуе, окончил классический лицей имени Андреа Дориа и университет Генуи, получив высшее образование в области фармацевтики, а также фармацевтической химии и технологии.
С 1986 по 1999 год работал в компании 3M, начав карьеру в Савоне с должности старшего исследователя в органической химии и продолжив её в качестве управляющего корпоративной технической службой и лабораторией в агломерации Миннеаполис — Сент-Пол (Миннесота, США). Затем до 2006 года работал в Kodak и до 2017 года — в Carestream Health (Рочестер, штат Нью-Йорк). С 2015 года — генеральный директор Liguria Digitale.
25 июня 2017 года победил с результатом 55,24 % во втором туре муниципальных выборов в Генуе, сместив действующего мэра Марко Дориа, который добивался переизбрания (явка составила только 22,9 %). Будучи лидером коалиции в составе партий Лига, Вперёд, Италия, Братья Италии — Национальный альянс и других, Буччи стал первым за 42 года правоцентристским мэром Генуи.
4 октября 2018 года Марко Буччи был назначен чрезвычайным комиссаром по восстановлению рухнувшего моста Моранди.
27-28 октября 2024 года в Лигурии состоялись региональные выборы, по итогам которых победу с результатом 48,8 % одержал Марко Буччи, обойдя в борьбе за пост губернатора кандидата от левоцентристов Андреа Орландо (47,4 %). Поддержку Буччи вновь получил от правоцентристов.
6 ноября 2024 года после официального утверждения результатов голосования Буччи официально вступил в должность.

## Личная жизнь
В июне 2024 года Буччи был успешно прооперирован в генуэзском медицинском центре Гальера по поводу рака кожи с метастазами в лимфатическом узле.